# Anna (Illinois)
Anna ist eine Kleinstadt im Union County im Süden des US-amerikanischen Bundesstaates Illinois. Im Jahre 2020 hatte Anna 4303 Einwohner.

## Geografie
Anna liegt auf 37°27'40" nördlicher Breite und 89°14'40" westlicher Länge. Die Stadt erstreckt sich über eine Fläche von 8,7 km², die ausschließlich aus Landfläche besteht.
Anna liegt 19 km östlich des Mississippi River, der die Grenze nach Missouri bildet.
Durch Anna führt die Illinois State Route 146, die am Ostrand der Stadt den U.S. Highway 51 kreuzt. Wenige Kilometer weiter östlich verläuft die Interstate 57, die von Chicago in Nord-Süd-Richtung durch ganz Illinois führt und wenig hinter Cairo an der Ohio-Mündung im Nachbarstaat Missouri in die Interstate 55 einmündet.
St. Louis liegt 191 km in nordnordöstlicher Richtung, Illinois’ Hauptstadt Springfield 294 km im Norden, Kentuckys größte Stadt Louisville in ostnordöstlicher Richtung 368 km, Tennessees Hauptstadt Nashville 300 km im Südosten, Memphis 315 km im Südwesten und Missouris Hauptstadt Jefferson City 376 km im Nordwesten.

## Demografische Daten
Bei der Volkszählung im Jahre 2000 wurde eine Einwohnerzahl von 5136 ermittelt. Diese verteilten sich auf 2168 Haushalte in 1214 Familien. Die Bevölkerungsdichte lag bei 586,7/km². Es gab 2360 Gebäude, was einer Bebauungsdichte von 698,1/km² entsprach.
Die Bevölkerung bestand im Jahre 2000 aus 96,20 % Weißen, 1,73 % Afroamerikanern, 0,25 % Indianern, 0,27 % Asiaten und 0,43 % anderen. 1,11 % gaben an, von mindestens zwei dieser Gruppen abzustammen. 1,46 % der Bevölkerung bestand aus Hispanics, die verschiedenen der genannten Gruppen angehörten.
19,7 % waren unter 18 Jahren, 7,0 % zwischen 18 und 24, 26,5 % von 25 bis 44, 21,8 % von 45 bis 64 und 25,0 % 65 und älter. Das durchschnittliche Alter lag bei 43 Jahren. Auf 100 Frauen kamen statistisch 86,8 Männer, bei den über 18-Jährigen 84,4.
Das durchschnittliche Einkommen pro Haushalt betrug $24.663, das durchschnittliche Familieneinkommen $30.912. Das Einkommen der Männer lag durchschnittlich bei $27.070, das der Frauen bei $21.316. Das Pro-Kopf-Einkommen belief sich auf $16.714. Rund 15,9 % der Familien und 23,6 % der Gesamtbevölkerung lagen mit ihrem Einkommen unter der Armutsgrenze.